# 20e étape du Tour d'Espagne 2017
La 20e étape du Tour d'Espagne 2017 se déroule le samedi 9 septembre 2017, entre Corvera de Asturias et Angliru, sur une distance de 117,5 kilomètres.

## Résultats

### Classement de l'étape
| \| Classement de l'étape \| Classement de l'étape \| Classement de l'étape \| Classement de l'étape \| Classement de l'étape \| \| Coureur \| Coureur \| Pays \| Équipe \| Temps \| \| --------------------- \| --------------------- \| --------------------- \| --------------------- \| --------------------- \| \| 1er \| Alberto Contador \| Espagne \| Trek-Segafredo \| 3 h 31 min 33 s \| \| 2e \| Wout Poels \| Pays-Bas \| Team Sky \| + 17 s \| \| 3e \| Christopher Froome \| Royaume-Uni \| Team Sky \| + 17 s \| \| 4e \| Ilnur Zakarin \| Russie \| Katusha-Alpecin \| + 35 s \| \| 5e \| Franco Pellizotti \| Italie \| Bahrain-Merida \| + 51 s \| \| 6e \| Vincenzo Nibali \| Italie \| Bahrain-Merida \| + 51 s \| \| 7e \| Steven Kruijswijk \| Pays-Bas \| LottoNL-Jumbo \| + 51 s \| \| 8e \| Wilco Kelderman \| Pays-Bas \| Team Sunweb \| + 1 min 11 s \| \| 9e \| Romain Bardet \| France \| AG2R La Mondiale \| + 1 min 25 s \| \| 10e \| Michael Woods \| Canada \| Cannondale-Drapac \| + 1 min 36 s \| |                    |             |                   |                 |
| |                    |             |                   |                 |
| Source : ProCyclingStats |                    |             |                   |                 |
| Classement de l'étape |                    |             |                   |                 |
| Coureur | Coureur            | Pays        | Équipe            | Temps           |
| 1er | Alberto Contador   | Espagne     | Trek-Segafredo    | 3 h 31 min 33 s |
| 2e | Wout Poels         | Pays-Bas    | Team Sky          | + 17 s          |
| 3e | Christopher Froome | Royaume-Uni | Team Sky          | + 17 s          |
| 4e | Ilnur Zakarin      | Russie      | Katusha-Alpecin   | + 35 s          |
| 5e | Franco Pellizotti  | Italie      | Bahrain-Merida    | + 51 s          |
| 6e | Vincenzo Nibali    | Italie      | Bahrain-Merida    | + 51 s          |
| 7e | Steven Kruijswijk  | Pays-Bas    | LottoNL-Jumbo     | + 51 s          |
| 8e | Wilco Kelderman    | Pays-Bas    | Team Sunweb       | + 1 min 11 s    |
| 9e | Romain Bardet      | France      | AG2R La Mondiale  | + 1 min 25 s    |
| 10e | Michael Woods      | Canada      | Cannondale-Drapac | + 1 min 36 s    |

### Points attribués
| Sprint intermédiaire - Pola de Lena. AS-242. (km 89,5) | Sprint intermédiaire - Pola de Lena. AS-242. (km 89,5) | Sprint intermédiaire - Pola de Lena. AS-242. (km 89,5) | Sprint intermédiaire - Pola de Lena. AS-242. (km 89,5) | Sprint intermédiaire - Pola de Lena. AS-242. (km 89,5) |
| ------------------------------------------------------ | ------------------------------------------------------ | ------------------------------------------------------ | ------------------------------------------------------ | ------------------------------------------------------ |
|                                                        | Coureur                                                | Pays                                                   | Équipe                                                 | Point(s)                                               |
| 1er                                                    | Søren Kragh Andersen                                   | Danemark                                               | Sunweb                                                 | 4                                                      |
| 2e                                                     | Marc Soler                                             | Espagne                                                | Movistar                                               | 2                                                      |
| 3e                                                     | Tomasz Marczynski                                      | Pologne                                                | Lotto-Soudal                                           | 1                                                      |
| modifier                                               |                                                        |                                                        |                                                        |                                                        |

| Arrivée d'étape - Angliru (km 117,5) | Arrivée d'étape - Angliru (km 117,5) | Arrivée d'étape - Angliru (km 117,5) | Arrivée d'étape - Angliru (km 117,5) | Arrivée d'étape - Angliru (km 117,5) |
| ------------------------------------ | ------------------------------------ | ------------------------------------ | ------------------------------------ | ------------------------------------ |
|                                      | Coureur                              | Pays                                 | Équipe                               | Point(s)                             |
| 1er                                  | Alberto Contador                     | Espagne                              | Trek-Segafredo                       | 25                                   |
| 2e                                   | Wout Poels                           | Pays-Bas                             | Sky                                  | 20                                   |
| 3e                                   | Christopher Froome                   | Royaume-Uni                          | Sky                                  | 16                                   |
| 4e                                   | Ilnur Zakarin                        | Russie                               | Katusha-Alpecin                      | 14                                   |
| 5e                                   | Franco Pellizotti                    | Italie                               | Bahrain-Merida                       | 12                                   |
| 6e                                   | Vincenzo Nibali                      | Italie                               | Bahrain-Merida                       | 10                                   |
| 7e                                   | Steven Kruijswijk                    | Pays-Bas                             | Lotto NL-Jumbo                       | 9                                    |
| 8e                                   | Wilco Kelderman                      | Pays-Bas                             | Sunweb                               | 8                                    |
| 9e                                   | Romain Bardet                        | France                               | AG2R La Mondiale                     | 7                                    |
| 10e                                  | Michael Woods                        | Canada                               | Cannondale-Drapac                    | 6                                    |
| 11e                                  | Richard Carapaz                      | Équateur                             | Movistar                             | 5                                    |
| 12e                                  | Mikel Nieve                          | Espagne                              | Sky                                  | 4                                    |
| 13e                                  | Gianni Moscon                        | Italie                               | Sky                                  | 3                                    |
| 14e                                  | Tejay Van Garderen                   | États-Unis                           | BMC Racing                           | 2                                    |
| 15e                                  | Louis Meintjes                       | Afrique du Sud                       | UAE Emirates                         | 1                                    |
| modifier                             |                                      |                                      |                                      |                                      |

|   | Coureur              | Pays     | Équipe       | Secondes |
| - | -------------------- | -------- | ------------ | -------- |
| 1 | Søren Kragh Andersen | Danemark | Sunweb       | 3 s      |
| 2 | Marc Soler           | Espagne  | Movistar     | 2 s      |
| 3 | Tomasz Marczynski    | Pologne  | Lotto-Soudal | 1 s      |

|   | Coureur            | Pays        | Équipe         | Secondes |
| - | ------------------ | ----------- | -------------- | -------- |
| 1 | Alberto Contador   | Espagne     | Trek-Segafredo | 10 s     |
| 2 | Wout Poels         | Pays-Bas    | Sky            | 6 s      |
| 3 | Christopher Froome | Royaume-Uni | Sky            | 4 s      |

### Cols et côtes
| Alto de la Cobertoria (km 79,5) 1re catégorie (8,1 km à 8,6%) | Alto de la Cobertoria (km 79,5) 1re catégorie (8,1 km à 8,6%) | Alto de la Cobertoria (km 79,5) 1re catégorie (8,1 km à 8,6%) | Alto de la Cobertoria (km 79,5) 1re catégorie (8,1 km à 8,6%) | Alto de la Cobertoria (km 79,5) 1re catégorie (8,1 km à 8,6%) |
| ------------------------------------------------------------- | ------------------------------------------------------------- | ------------------------------------------------------------- | ------------------------------------------------------------- | ------------------------------------------------------------- |
|                                                               | Coureur                                                       | Pays                                                          | Équipe                                                        | Point(s)                                                      |
| 1er                                                           | Tomasz Marczynski                                             | Pologne                                                       | Lotto-Soudal                                                  | 10                                                            |
| 2e                                                            | Jan Polanc                                                    | Slovénie                                                      | UAE Emirates                                                  | 6                                                             |
| 3e                                                            | Enric Mas                                                     | Espagne                                                       | Quick-Step Floors                                             | 4                                                             |
| 4e                                                            | Stefan Denifl                                                 | Autriche                                                      | Aqua Blue Sport                                               | 2                                                             |
| 5e                                                            | Patrick Konrad                                                | Autriche                                                      | Bora-Hansgrohe                                                | 1                                                             |
| modifier                                                      |                                                               |                                                               |                                                               |                                                               |

| Alto del Cordal (km 96,4) 1re catégorie (5,7 km à 8,7%) | Alto del Cordal (km 96,4) 1re catégorie (5,7 km à 8,7%) | Alto del Cordal (km 96,4) 1re catégorie (5,7 km à 8,7%) | Alto del Cordal (km 96,4) 1re catégorie (5,7 km à 8,7%) | Alto del Cordal (km 96,4) 1re catégorie (5,7 km à 8,7%) |
| ------------------------------------------------------- | ------------------------------------------------------- | ------------------------------------------------------- | ------------------------------------------------------- | ------------------------------------------------------- |
|                                                         | Coureur                                                 | Pays                                                    | Équipe                                                  | Point(s)                                                |
| 1er                                                     | Marc Soler                                              | Espagne                                                 | Movistar                                                | 10                                                      |
| 2e                                                      | Tomasz Marczynski                                       | Pologne                                                 | Lotto-Soudal                                            | 6                                                       |
| 3e                                                      | Adam Yates                                              | Royaume-Uni                                             | Oricas-Scott                                            | 4                                                       |
| 4e                                                      | Søren Kragh Andersen                                    | Danemark                                                | Sunweb                                                  | 2                                                       |
| 5e                                                      | Romain Bardet                                           | France                                                  | AG2R La Mondiale                                        | 1                                                       |
| modifier                                                |                                                         |                                                         |                                                         |                                                         |

| \| Alto de L'Angliru (km 117,5) Cima Alberto Fernandez (12,5 km à 9,8%) \| Alto de L'Angliru (km 117,5) Cima Alberto Fernandez (12,5 km à 9,8%) \| Alto de L'Angliru (km 117,5) Cima Alberto Fernandez (12,5 km à 9,8%) \| Alto de L'Angliru (km 117,5) Cima Alberto Fernandez (12,5 km à 9,8%) \| Alto de L'Angliru (km 117,5) Cima Alberto Fernandez (12,5 km à 9,8%) \| \| -------------------------------------------------------------------- \| -------------------------------------------------------------------- \| -------------------------------------------------------------------- \| -------------------------------------------------------------------- \| -------------------------------------------------------------------- \| \| \| Coureur \| Pays \| Équipe \| Point(s) \| \| 1er \| Alberto Contador \| Espagne \| Trek-Segafredo \| 15 \| \| 2e \| Wout Poels \| Pays-Bas \| Sky \| 10 \| \| 3e \| Christopher Froome \| Royaume-Uni \| Sky \| 6 \| \| 4e \| Ilnur Zakarin \| Russie \| Katusha-Alpecin \| 4 \| \| 5e \| Franco Pellizotti \| Italie \| Bahrain-Merida \| 2 \| \| modifier \| \| \| \| \| |                    |             |                 |          |
| Alto de L'Angliru (km 117,5) Cima Alberto Fernandez (12,5 km à 9,8%) |                    |             |                 |          |
| | Coureur            | Pays        | Équipe          | Point(s) |
| 1er | Alberto Contador   | Espagne     | Trek-Segafredo  | 15       |
| 2e | Wout Poels         | Pays-Bas    | Sky             | 10       |
| 3e | Christopher Froome | Royaume-Uni | Sky             | 6        |
| 4e | Ilnur Zakarin      | Russie      | Katusha-Alpecin | 4        |
| 5e | Franco Pellizotti  | Italie      | Bahrain-Merida  | 2        |
| modifier |                    |             |                 |          |

## Classements à l'issue de l'étape

### Classement général
| \| Classement général \| Classement général \| Classement général \| Classement général \| Classement général \| \| Coureur \| Coureur \| Pays \| Équipe \| Temps \| \| ------------------ \| ------------------ \| ------------------ \| ------------------ \| ------------------ \| \| 1er \| Christopher Froome \| Royaume-Uni \| Team Sky \| 79 h 23 min 37 s \| \| 2e \| Vincenzo Nibali \| Italie \| Bahrain-Merida \| + 2 min 15 s \| \| 3e \| Ilnur Zakarin \| Russie \| Katusha-Alpecin \| + 2 min 51 s \| \| 4e \| Alberto Contador \| Espagne \| Trek-Segafredo \| + 3 min 11 s \| \| 5e \| Wilco Kelderman \| Pays-Bas \| Team Sunweb \| + 3 min 15 s \| \| 6e \| Wout Poels \| Pays-Bas \| Team Sky \| + 6 min 45 s \| \| 7e \| Michael Woods \| Canada \| Cannondale-Drapac \| + 8 min 16 s \| \| 8e \| Miguel Ángel López \| Colombie \| Astana \| + 8 min 59 s \| \| 9e \| Steven Kruijswijk \| Pays-Bas \| LottoNL-Jumbo \| + 11 min 04 s \| \| 10e \| Tejay van Garderen \| États-Unis \| BMC Racing Team \| + 15 min 36 s \| |                    |             |                   |                  |
| |                    |             |                   |                  |
| Source : ProCyclingStats |                    |             |                   |                  |
| Classement général |                    |             |                   |                  |
| Coureur | Coureur            | Pays        | Équipe            | Temps            |
| 1er | Christopher Froome | Royaume-Uni | Team Sky          | 79 h 23 min 37 s |
| 2e | Vincenzo Nibali    | Italie      | Bahrain-Merida    | + 2 min 15 s     |
| 3e | Ilnur Zakarin      | Russie      | Katusha-Alpecin   | + 2 min 51 s     |
| 4e | Alberto Contador   | Espagne     | Trek-Segafredo    | + 3 min 11 s     |
| 5e | Wilco Kelderman    | Pays-Bas    | Team Sunweb       | + 3 min 15 s     |
| 6e | Wout Poels         | Pays-Bas    | Team Sky          | + 6 min 45 s     |
| 7e | Michael Woods      | Canada      | Cannondale-Drapac | + 8 min 16 s     |
| 8e | Miguel Ángel López | Colombie    | Astana            | + 8 min 59 s     |
| 9e | Steven Kruijswijk  | Pays-Bas    | LottoNL-Jumbo     | + 11 min 04 s    |
| 10e | Tejay van Garderen | États-Unis  | BMC Racing Team   | + 15 min 36 s    |

### Classement par points
| Classement par points | Classement par points | Classement par points | Classement par points | Classement par points |
| Coureur               | Coureur               | Pays                  | Équipe                | Points                |
| --------------------- | --------------------- | --------------------- | --------------------- | --------------------- |
| 1er                   | Christopher Froome    | Royaume-Uni           | Team Sky              | 153 pts               |
| 2e                    | Vincenzo Nibali       | Italie                | Bahrain-Merida        | 128 pts               |
| 3e                    | Matteo Trentin        | Italie                | Quick-Step Floors     | 127 pts               |
| 4e                    | Alberto Contador      | Espagne               | Trek-Segafredo        | 105 pts               |
| 5e                    | Wilco Kelderman       | Pays-Bas              | Team Sunweb           | 97 pts                |
| 6e                    | Ilnur Zakarin         | Russie                | Katusha-Alpecin       | 93 pts                |
| 7e                    | Miguel Ángel López    | Colombie              | Astana                | 90 pts                |
| 8e                    | José Joaquín Rojas    | Espagne               | Movistar Team         | 70 pts                |
| 9e                    | Michael Woods         | Canada                | Cannondale-Drapac     | 61 pts                |
| 10e                   | Esteban Chaves        | Colombie              | Orica-Scott           | 61 pts                |

### Classement du meilleur grimpeur
| Classement du meilleur grimpeur | Classement du meilleur grimpeur | Classement du meilleur grimpeur | Classement du meilleur grimpeur | Classement du meilleur grimpeur |
| ------------------------------- | ------------------------------- | ------------------------------- | ------------------------------- | ------------------------------- |
|                                 | Coureur                         | Pays                            | Équipe                          | Point(s)                        |
| 1er                             | Davide Villella                 | Italie                          | Cannondale-Drapac               | 67 points                       |
| 2e                              | Miguel Ángel López              | Colombie                        | Astana                          | 47 pts                          |
| 3e                              | Christopher Froome              | Royaume-Uni                     | Sky                             | 35 pts                          |
| 4e                              | José Joaquín Rojas              | Espagne                         | Movistar                        | 33 pts                          |
| 5e                              | Thomas De Gendt                 | Belgique                        | Lotto-Soudal                    | 30 pts                          |
| 6e                              | Tomasz Marczynski               | Pologne                         | Lotto-Soudal                    | 28 pts                          |
| 7e                              | Rafał Majka                     | Pologne                         | Bora-Hansgrohe                  | 28 pts                          |
| 8e                              | Stefan Denifl                   | Autriche                        | Aqua Blue Sport                 | 28 pts                          |
| 9e                              | Alberto Contador                | Espagne                         | Trek-Segafredo                  | 27 pts                          |
| 10e                             | Romain Bardet                   | France                          | AG2R La Mondiale                | 25 pts                          |
| modifier                        |                                 |                                 |                                 |                                 |

### Classement du combiné
| Classement du combiné | Classement du combiné | Classement du combiné | Classement du combiné | Classement du combiné |
| --------------------- | --------------------- | --------------------- | --------------------- | --------------------- |
|                       | Coureur               | Pays                  | Équipe                | Point(s)              |
| 1er                   | Christopher Froome    | Royaume-Uni           | Sky                   | 5 points              |
| 2e                    | Alberto Contador      | Espagne               | Trek-Segafredo        | 17 pts                |
| 3e                    | Miguel Ángel López    | Colombie              | Astana                | 17 pts                |
| 4e                    | Ilnur Zakarin         | Russie                | Katusha-Alpecin       | 20 pts                |
| 5e                    | Vincenzo Nibali       | Italie                | Bahrain-Merida        | 21 pts                |
| 6e                    | Wilco Kelderman       | Pays-Bas              | Sunweb                | 28 pts                |
| 7e                    | José Joaquin Rojas    | Espagne               | Movistar              | 34 pts                |
| 8e                    | Esteban Chaves        | Colombie              | Orica-Scott           | 37 pts                |
| 9e                    | Wout Poels            | Pays-Bas              | Sky                   | 40 pts                |
| 10e                   | Romain Bardet         | France                | AG2R La Mondiale      | 44 pts                |
| modifier              |                       |                       |                       |                       |

### Classement par équipes
| Classement par équipes | Classement par équipes | Classement par équipes | Classement par équipes |
| Équipe                 | Équipe                 | Pays                   | Temps                  |
| ---------------------- | ---------------------- | ---------------------- | ---------------------- |
| 1re                    | Astana                 | Kazakhstan             | 237 h 56 min 27 s      |
| 2e                     | Movistar Team          | Espagne                | + 6 min 32 s           |
| 3e                     | Sky                    | Royaume-Uni            | + 8 min 23 s           |
| 4e                     | UAE Team Emirates      | Émirats arabes unis    | + 49 min 27 s          |
| 5e                     | Lotto NL-Jumbo         | Pays-Bas               | + 1 h 07 min 45 s      |

## Abandon(s)
- 11 -  David de la Cruz (Quick-Step Floors): abandon